# Estación de Zona Franca
Zona Franca es una estación de la línea 10 del metro de Barcelona construida sobre un viaducto de 6,5 m e inaugurada el 1 de febrero de 2020, convirtiéndose en la octava estación de metro de la L10 Sud. Es una estación de metro especial, ya que es la primera de todas las estaciones del metro que no es subterránea, sino que está sobre un viaducto, al igual que lo están tres estaciones consecutivas más: Port Comercial, Ecoparc y ZAL-Riu Vell. 
Da servicio a la zona A del polígono industrial de la Zona Franca, donde se ubican numerosas naves de empresas —entre ellas las sedes centrales de Transportes Metropolitanos de Barcelona (TMB) y el Área Metropolitana de Barcelona— y una de las entradas en el recinto del puerto.

## Características
Se ubica al principio de la calle A. La estación consta de tres niveles diferenciados, siendo la planta baja el vestíbulo de la estación, la primera planta destinada al andén y la planta superior a las salas técnicas.
Comparte la misma estructura de construcción que ZAL-Riu Vell, Ecoparc y Port Comercial, estando las cuatro estaciones sobre un viaducto (las únicas estaciones del Metro de Barcelona en superficie). El viaducto debe continuar hasta Pratenc, pero termina abruptamente en ZAL-Riu Vell, quedando la continuación sin fecha de construcción.

## Historia
La estación fue proyectada dentro del trazado de la nueva L9/L10 en el Plan Director de Infraestructuras (PDI) 2001-2010. Inicialmente fue denominada Zona Franca Litoral. En 2017 la Comisión de Nomenclatura de la Autoridad del Transporte Metropolitano (ATM), de acuerdo con el Ayuntamiento de Barcelona, aprobó el cambio de nombre por Zona Franca.
El 13 de octubre de 2003 el consejero Felip Puig inauguró las obras de construcción del viaducto de la calle A, sobre el que se ubica la estación, cuya entrada en servicio estaba inicialmente prevista para 2006. Sin embargo, las obras en el ramal sur de la L10 sufrieron numerosos retrasos debido a problemas en la financiación y en los trabajos de perforación de la tuneladora. En 2015 terminó la construcción del viaducto, pero las estaciones previstas sobre esta infraestructura quedaron sin finalizar por falta de presupuesto para completar su acondicionamiento.
En los últimos meses de 2019 la Generalidad de Cataluña destinó 3,5 millones de euros para completar las obras de la estación de Zona Franca. Se instalaron las escaleras mecánicas, los ascensores, los tornos de acceso y las máquinas de compra de billetes (que a diferencia de los tornos, están situadas en una sala aparte del Edificio de Viajeros). En total, el coste de las obras de construcción de la estación ascendió a 40 millones de euros.
Finalmente abrió al público el 1 de febrero de 2020, convirtiéndose en la octava estación de la L10 Sud, que había sido inaugurada 15 meses antes.

## Líneas
| << cabecera                    | < estación                    | línea | estación >        | cabecera >>    |
| ------------------------------ | ----------------------------- | ----- | ----------------- | -------------- |
| Metro                          |                               |       |                   |                |
| ZAL \| Riu Vell Pratenc (20??) | Port Comercial \| La Factoria |       | Foc Motors (2028) | Collblanc Gorg |

## Galería

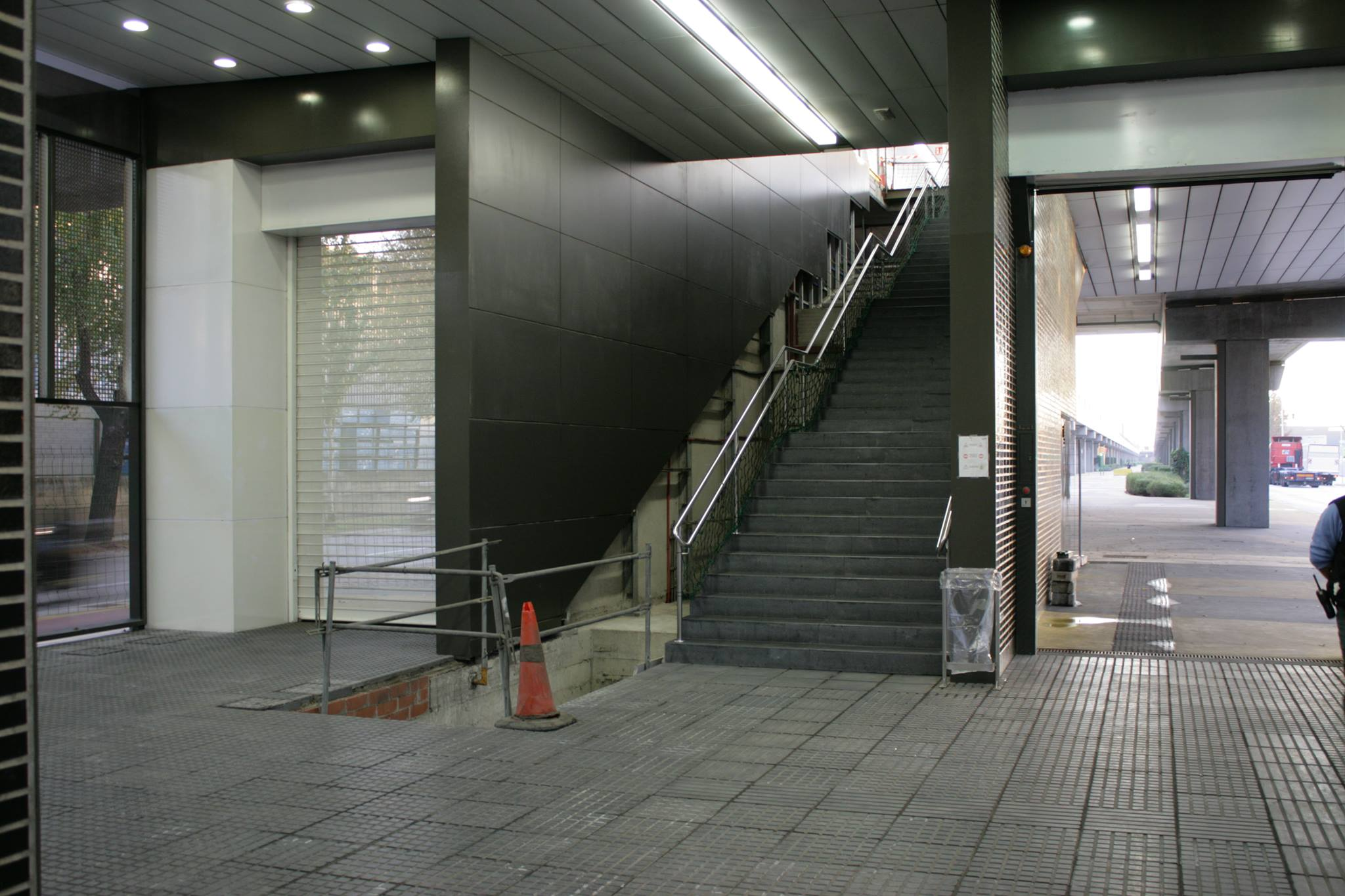
Acceso de la estación antes de su finalización.
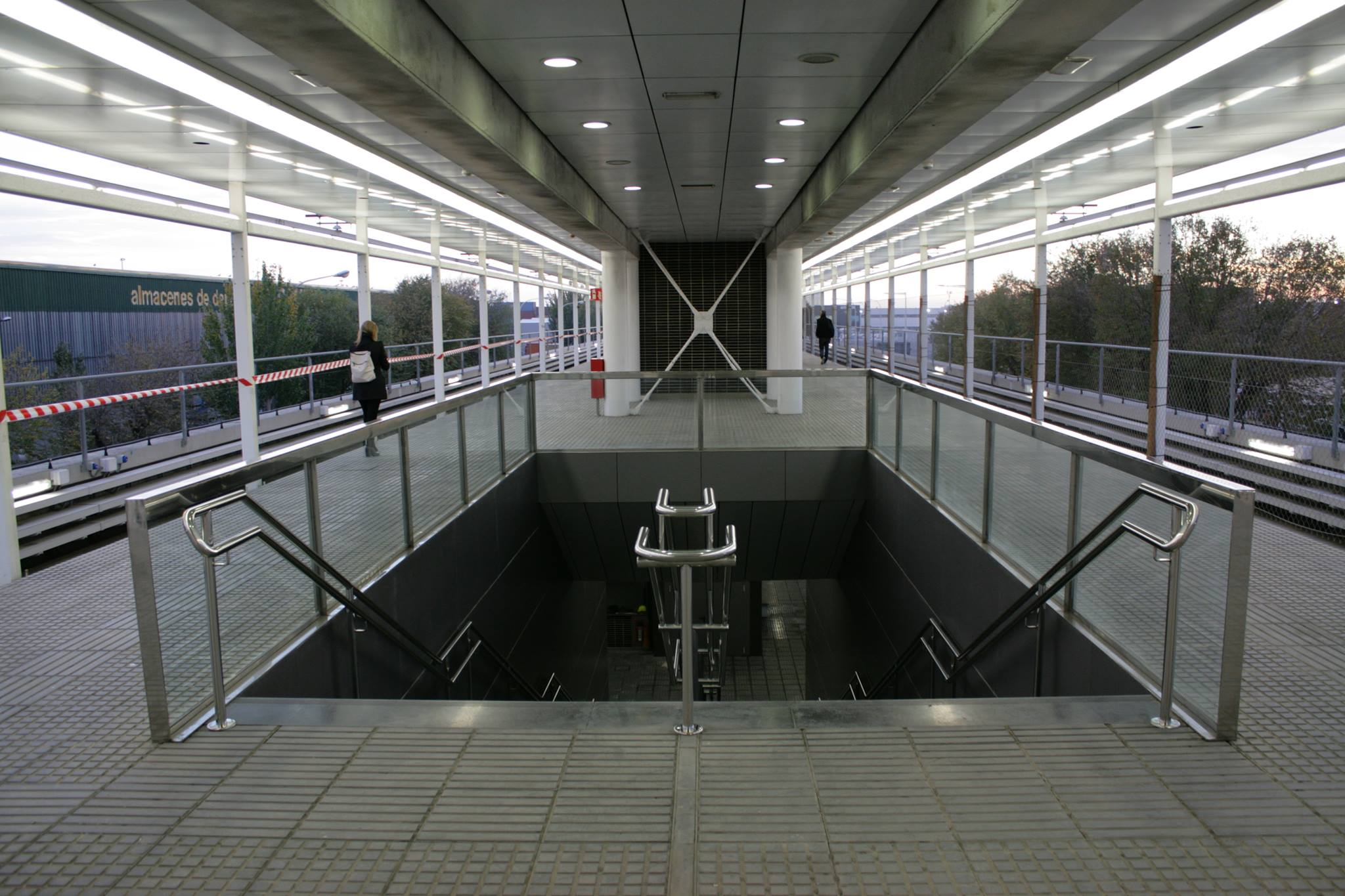
Andén de la estación antes de su finalización.